# Tratturo Melfi-Castellaneta
Il tratturo Melfi-Castellaneta è tra i tratturi riportati nella Carta dei tratturi, tratturelli, bracci e riposi del commissariato per la reintegra dei tratturi di Foggia, anche se figura tra quelli non reintegrati.

## Geografia
Il tracciato del tratturo è in Puglia, tra le province di Barletta-Andria-Trani, di Bari e di Taranto.

## Percorso
I territori comunali attraversati dal tratturo sono:
- Spinazzola (BT)
- Gravina in Puglia, Altamura, Santeramo in Colle, Poggiorsini (BA)
- Laterza, Castellaneta (TA)
- Melfi (PZ)

### Tratturo tarantino
Tra Melfi e Gravina un tratto denominato Tratturo tarantino costeggia per circa 30 km di percorso il fiume Basento
Ne era una parte la via Tarantina (la tarandéine o sòupe a la tarandéine in vernacolo), forse una variante della via Appia. Questa via ha inizio nel comune di Gravina in Puglia ed è una traversa dell'attuale strada statale 96 per Bari. Arriva fino alla Murgia Catena e la sua prosecuzione è indicata come via Appia antica: qui il tratto dalla Murgia Catena, fino alla masseria Viglione coincide con un tratto del confine tra Puglia e Basilicata.
Presso Castellaneta il tratturo confluisce alla strada statale 7 Via Appia fino a Taranto.